# Guy Maddin

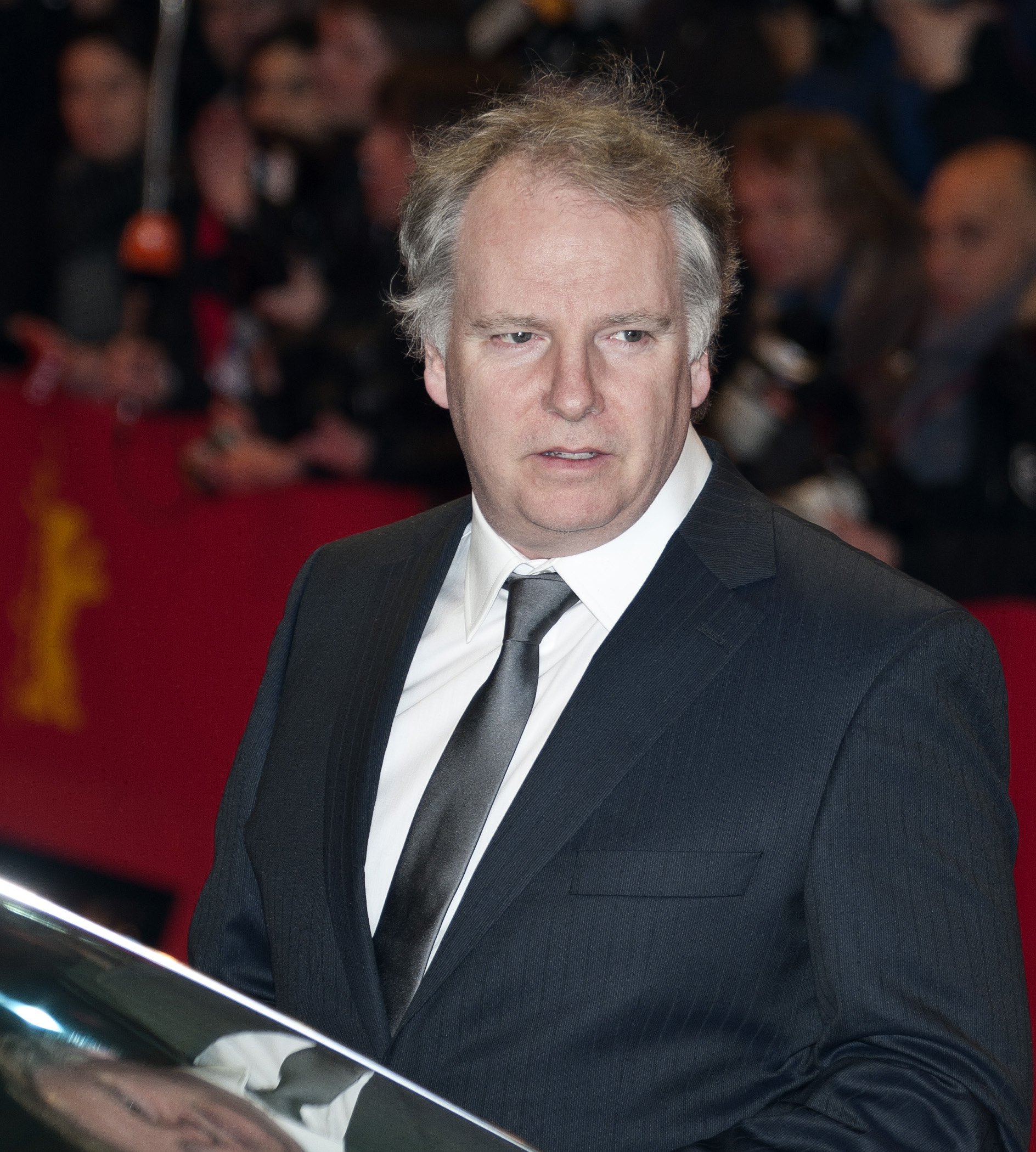
Guy Maddin auf der Berlinale 2011

Guy Maddin, OM (* 28. Februar 1956 in Winnipeg, Manitoba) ist ein kanadischer Regisseur und Drehbuchautor von Spiel- und Kurzfilmen.

## Leben und Werk
Maddin studierte ursprünglich Wirtschaft an der Universität von Manitoba in Winnipeg. Das Filmhandwerk brachte sich der Autodidakt selbst bei. Großen Einfluss auf ihn hatten dabei die Filmwissenschaftler George Toles und Steve Snyder, die Maddin an der Universität kennenlernte und die später an seinen Filmen mitwirkten. Auch sein Kommilitone John Paisz beeindruckte Maddin mit einer Reihe von Low-Budget-Kurzfilmkomödien.
Die besondere Qualität Maddins ist seine Vorliebe, den Stil und die Ästhetik von alten Stummfilmen und frühen Tonfilmen nachzubilden. Abgesehen von diesem stilistischen Merkmal seines Schaffens zeichnen sich seine Filme thematisch vor allem durch die Verwendung von Klischees, psychologisch-sexuellen Konfliktsituationen, durch bizarre bis surreale Geschichten und ihren skurrilen Humor aus. Es ist diese selbstbewusste Vereinigung von frühen Filmtechniken mit einer postmodernen Sensibilität, die Maddins Filme unverwechselbar macht.
Sein Stummfilm Brand Upon The Brain! von 2006 wurde bei zahlreichen Aufführungen mit der Live-Begleitung eines Orchesters, Geräuschemachern, einem Sänger und einem Erzähler gezeigt. Auftritte als Live-Erzähler hatten neben Isabella Rossellini unter anderem Laurie Anderson, Crispin Glover, Daniel Handler, Udo Kier, Lou Reed, Eli Wallach und Guy Maddin selbst.
2011 wurde er in die Wettbewerbsjury der 61. Internationalen Filmfestspiele von Berlin berufen. 2014 waren er und seine damalige Frau, die Filmkritikerin Kim Morgan, Gastkuratoren des Telluride Film Festivals.
Für seine Arbeit als Drehbuchautor wurde Maddin 2018 in die Academy of Motion Picture Arts and Sciences berufen, die jährlich die Oscars vergibt.

## Politische Einstellungen
Im Oktober 2024 gehörte Maddin zu den Unterzeichnern eines Aufrufs zum Boykott israelischer Kulturinstitutionen, „die an der überwältigenden Unterdrückung der Palästinenser mitschuldig sind oder diese stillschweigend beobachtet haben“.

## Filmografie (als Regisseur)
- 1986: The Dead Father

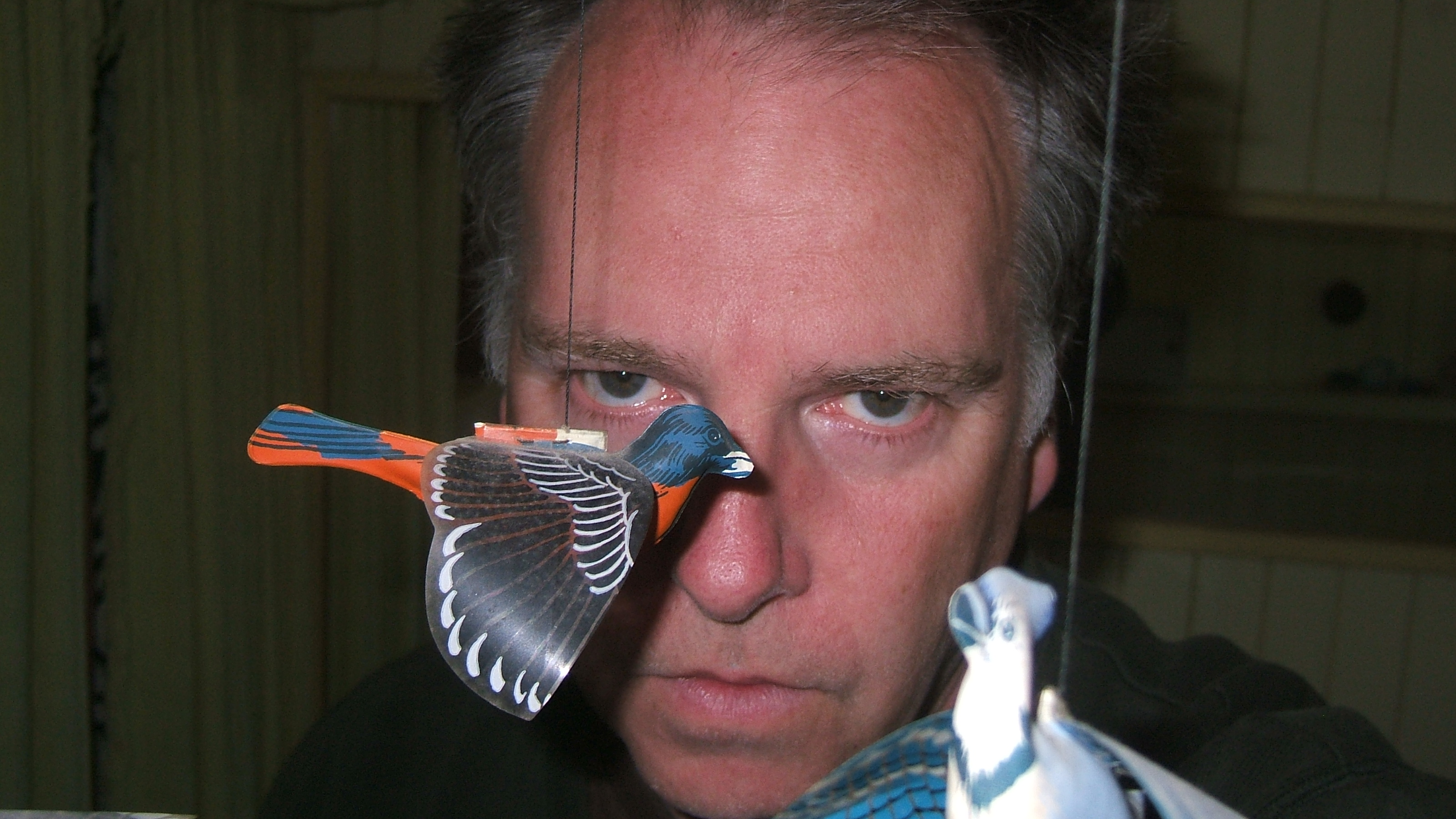
Maddin im Jahr 2008

- 1988: Geschichten aus dem Gimli Hospital (Tales from the Gimli Hospital)
- 1989: Mauve Decade (Kurzfilm)
- 1989: BBB (Kurzfilm)
- 1990: Tyro (Kurzfilm)
- 1990: Archangel
- 1991: Indigo High-Hatters (Kurzfilm)
- 1992: Lawinen über Tolzbad (Careful)
- 1993: The Pomps of Satan (Kurzfilm)
- 1994: Sea Beggars (Kurzfilm)
- 1995: Sissy Boy Slap Party (Kurzfilm)
- 1995: Odilon Redon or The Eye Like a Strange Balloon Mounts Toward Infinity (Kurzfilm)
- 1995: The Hands of Ida (Kurzfilm)
- 1996: Imperial Orgies (Kurzfilm)
- 1997: Twilight of the Ice Nymphs
- 1998: Maldoror: Tygers (Kurzfilm)
- 1998: The Hoyden (Kurzfilm)
- 1998: The Cock Crew (Kurzfilm)
- 1999: Hospital Fragment (Kurzfilm)
- 2000: The Heart of the World (Kurzfilm)
- 2000: Fleshpots of Antiquity (Kurzfilm)
- 2002: Dracula: Pages from a Virgin’s Diary
- 2003: Fancy, Fancy Being Rich (Kurzfilm TV)
- 2003: Cowards Bend the Knee (Kurzfilm)
- 2003: The Saddest Music in the World
- 2004: A Trip to the Orphanage (Kurzfilm)
- 2004: Sombra dolorosa (Kurzfilm)
- 2005: My Dad Is 100 Years Old (Kurzfilm)
- 2006: Nude Caboose (Kurzfilm)
- 2006: Brand Upon The Brain!
- 2007: Odin’s Shield Maiden (Kurzfilm)
- 2007: My Winnipeg
- 2011: Keyhole
- 2015: The Forbidden Room
- 2017: The Green Fog
- 2024: Rumours

## Veröffentlichungen (Auswahl)
- From the Atelier Tovar: Selected Writings, Coach House Books, Ontario 1999, ISBN 978-1-55-245131-1

## Auszeichnungen (Auswahl)
- 1995 gewann er beim Toronto International Film Festival für den besten kanadischen Kurzfilm Odilon Redon or The Eye Like a Strange Balloon Mounts Toward Infinity.
- 1995 wurde er auf dem Telluride Film Festival für sein Gesamtwerk ausgezeichnet.
- 2001 Golden Gate Award für The Heart of the World, San Francisco International Film Festival
- 2002 Genie Award für The Heart of the World.
- 2002 Dracula: Pages from a Virgin's Diary. Bester Film, Festival de Cinema Internacional de Catalunya